# Islamismo na Europa

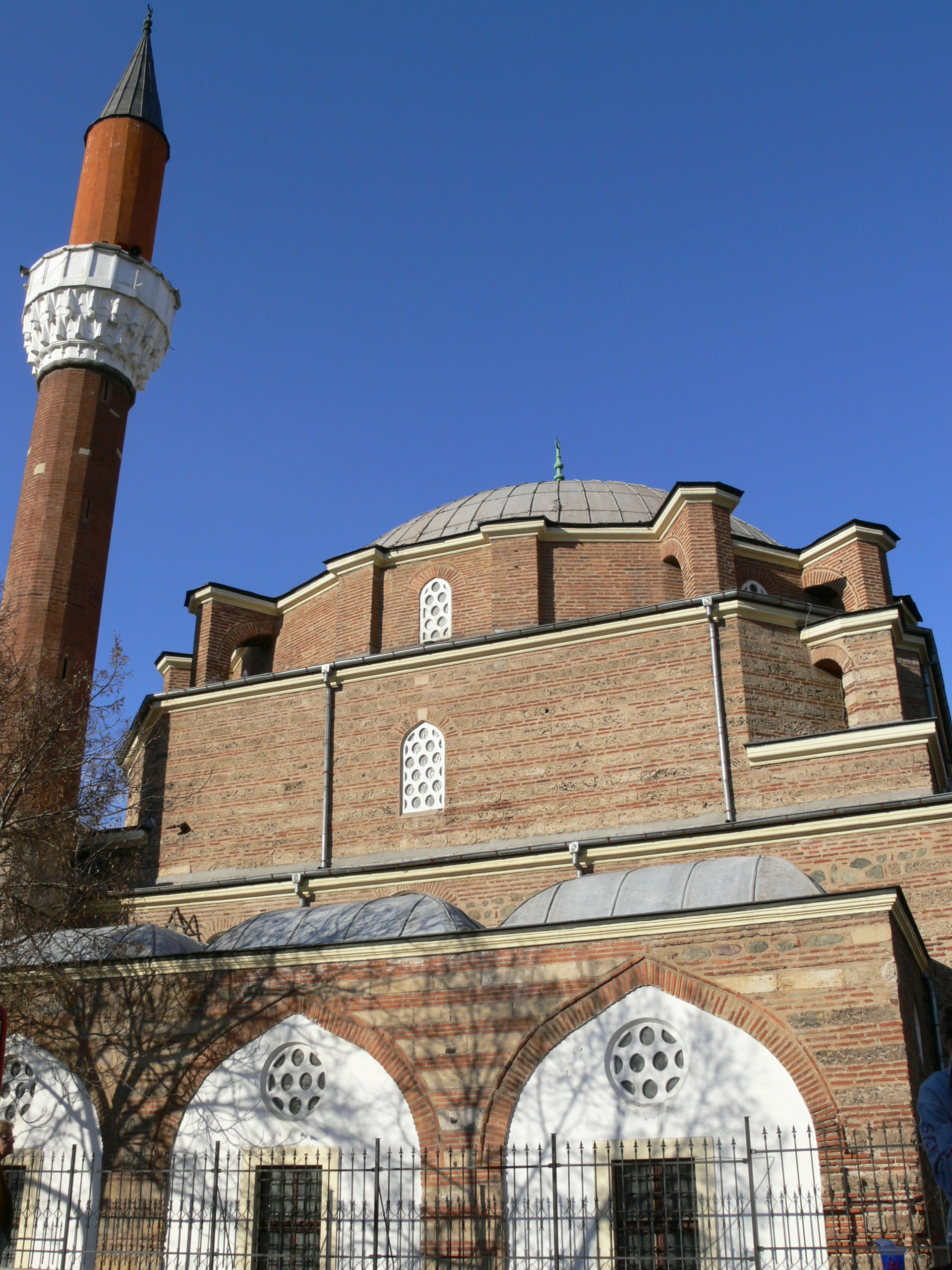
A Mesquita de Banya Bashi em Sófia

De acordo com o Instituto Alemão, Central Institute Islam Archive, o número total de muçulmanos na Europa em 2007, excluindo a Turquia era de cerca de 53 milhões (7,2%). O número total de muçulmanos na União Europeia em 2007 era de cerca de 16 milhões (3,2%).

## História
O Islamismo chegou à Europa de varias maneiras, incluindo através da conquista. Uma nova pesquisa descobriu uma comunidade muçulmana Böszörmény na Hungria, com raízes no século XII, oriunda de comerciantes muçulmanos que faziam o comércio com a Ásia através da Rota da Seda.
Significativas comunidades de muçulmanos Lipka Tártaros viviam na Comunidade Polaco-Lituana, adorando em pequenas Mesquitas de madeira e desempenhando um papel ativo na história da Polônia e Lituânia.

### Sudeste da Europa, Rússia e Ucrânia
Muçulmanos árabes lutaram contra o Império Bizantino logo após o estabelecimento do Islã. As então províncias cristã do Império Bizantino, Síria, Armênia, Egito e Norte da Africa foram rapidamente conquistadas pelos muçulmanos. Logo depois, Constantinopla foi sitiada por duas vezes, uma vez em um longo bloqueio entre 674 e 678, e mais uma vez entre 717 e 718. No entanto, os bizantinos defenderam Constantinopla com êxito e foram capazes de restabelecer o seu controle sobre grande parte da Anatólia, bloqueando uma maior expansão do Califado árabe rumo a Europa Oriental. Porém em 1453 os otomanos (turcos muçulmanos) conquistam Constantinopla e iniciam a invasão dos Bálcãs. O Império Otomano só seria expulso definitivamente da Europa em 1912, mas devido esse período de colonização muçulmana nos Bálcãs, até hoje alguns países europeus são de maioria da população muçulmana,  como Bósnia,  Kosovo,  Macedônia e Albânia.

### Sicília
Sicília foi gradualmente conquistada pelos árabes e berberes a partir do ano 827, e o Emirado da Sicília foi criado em 965. Eles mantiveram o controle sobre a região até sua expulsão pelos normandos em 1072.

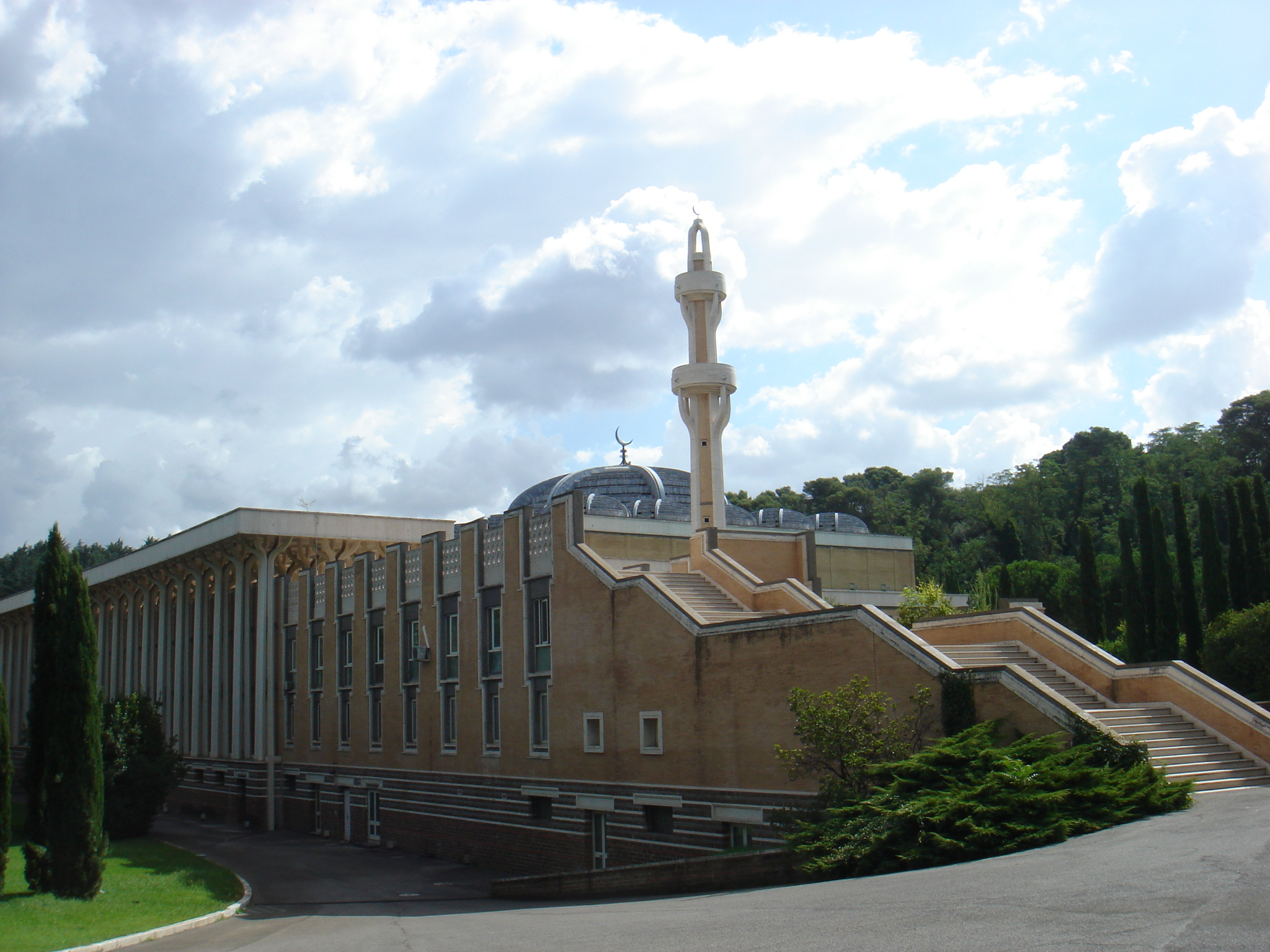
Mesquita de Roma, a maior da Europa

### Portugal e Restante Peninsula Ibérica
A Península Ibérica foi conquistada pelos árabes no séc. VIII, entre os anos de 711 e 713. Os invasores chamaram o novo espaço de al-Garb al-Andalus, dando origem aos nomes atuais de Algarve e Andaluzia.
A dominação islâmica teve diferentes repercussões nas várias regiões portuguesas e ibéricas. Foi fraca a norte do rio Tejo e em particular a norte do rio Douro, principalmente na região onde viria a surgir o Condado Portucalense, embora aí se tenham fixado, tribos muçulmanas de origem berbere. 
O reino cristão das Astúrias, conseguiu em 754, expulsar definitivamente os muçulmanos para sul do rio Douro, tendo sido no sul de Portugal que o Islão deixou marcas mais profundas na civilização portuguesa. 
Na Estremadura desenvolveram-se os centros urbanos de al-Usbuna (Lisboa) e Santarin (Santarém), no Alentejo, as cidades de Baja (Beja) e Martula (Mértola) e no Algarve, onde a presença muçulmana se manteve até ao século XIII, surgiram Silb (Silves) e al-Harum (Faro), tendo os árabes substituído neste período os antigos senhores visigodos, mostrando-se em geral, tolerantes com os hábitos e costumes locais, aceitando as práticas religiosas das populações dominadas e criando condições para o desenvolvimento de contactos económicos e culturais entre cristãos e muçulmanos. 
Em Portugal, os vestígios materiais da permanência muçulmana são reduzidos, principalmente porque a política cristã de reconquista foi a de "terra queimada". Mas restaram alguns elementos que atestam este período da vida e história portuguesa, principalmente nas muralhas e castelos, bem como no traçado de ruelas e becos de algumas cidades do sul do país.
Com excepção da igreja matriz de Mértola, não restaram grandes monumentos, fato que se explica pela situação periférica do território português em relação aos centros culturais islâmicos do sul da península, sendo esta a única estrutura em que se reconhecem os traços de uma mesquita. 
São testemunhos da presença muçulmana em Portugal, os terraços das casas algarvias, os azulejos, os ferros forjados, tapetes, trabalhos de couro e em metal. Com a tradução de inúmeras obras científicas, desenvolveram-se a química, a medicina e a matemática, sendo de origem árabe o sistema de numeração ocidental. A influência árabe foi particularmente importante na agricultura, nomeadamente no desenvolvimento de técnicas de regadio, na introdução de novas plantas como o limoeiro, a laranjeira, a amendoeira e do desenvolvimento da cultura da oliveira, da alfarrobeira e da plantação de figueiras, vinha e macieiras, desenvolvendo a agricultura da região mediterrânea.
A ocupação islâmica não provocou alterações na estrutura linguística latina existente, mas contribuiu com mais de 600 vocábulos.
A luta entre cristãos e muçulmanos arrastou-se, com avanços e recuos, ao longo de seis séculos, sendo o Algarve anexado ao território português em 1249, no reinado de Afonso III e a Andaluzia apenas no séc. XV.
Os numerosos descendentes dos árabes que, após a Reconquista, permaneceram em Portugal, viviam nas mourarias, arrabaldes semi-rurais junto dos muros das cidades e vilas, das quais se conserva a memória, nos nomes e nas plantas de dezenas de localidades, principalmente a sul do Tejo.
Após esse período, a população islâmica em Portugal praticamente desapareceu, ao menos como comunidade organizada e de cultura ativa. Os povos remanescentes das mourarias e arrabaldes, descendentes dos outrora árabes foram se assimilando ao cristãos, através dos séculos, através da convivência, das conversões por aculturação e dos casamentos. 
A partir do final do século XIX e início do século XX grupos pouco expressivos e alguns indivíduos islâmicos ainda podiam ser encontrados em Lisboa e no Porto, sobretudo marinheiro e estrangeiros. Porém, apenas após a década de 70 a comunidade islâmica em Portugal pôde crescer com expressivo vigor. Comunidade esta, constituída inicialmente por famílias provenientes das ex-colónias portuguesas que vieram para Portugal a partir de 1975, nomeadamente Moçambique e Guiné-Bissau, juntamente com algumas pessoas oriundas do Norte de África (Marrocos e Argélia), Paquistão, Bangladesh e membros das diversas embaixadas de países Árabes acreditados em Portugal. A população Islâmica em Portugal estima-se em cerca de 45.000 pessoas (aproximadamente 0,5% da população) que se estendem por várias zonas do País, nomeadamente na área da Grande Lisboa, Porto e Algarve.

## População atual
A população muçulmana na Europa é extremamente diversificada, com histórias e origens variadas. Hoje, as regiões de maioria muçulmana da Europa são a Albânia, Kosovo, partes da Bósnia e Herzegovina, e algumas regiões da Rússia, principalmente no Norte do Cáucaso e na região do Volga.
A região de predominância muçulmana de Sandžak Novi Pazar, é  dividida entre a Sérvia e o Montenegro, consistindo predominantemente de europeus cuja fé muçulmana data de várias centenas de anos.
A população muçulmana na Europa Ocidental é composta principalmente de povos que chegaram ao continente europeu a partir de todo o mundo muçulmano, durante ou após a década de 1950.
O Alto Comissariado da ONU para os Refugiados estima que 70% da população da Albânia, 91% do Kosovo, e 30% da Macedônia são muçulmanas. Em países como a Turquia e o Azerbaijão a população muçulmana é de 99% e 93%  respectivamente. Os muçulmanos também formam cerca de um sexto da população do Montenegro. Na Rússia, Moscou é o lar de cerca de 1,5 milhões de muçulmanos.